# Корр, Кэролайн
Кэ́ролайн Джорджи́на Корр-Вудс (англ. Caroline Georgina Corr-Woods; 17 марта 1973, Дандолк, Лаут, Ирландия) — ирландская певица, автор песен.

## Карьера
Начала карьеру в 1990 году.
Сестра музыкантов Джима, Андреа и Шэрон Корр, с которыми до 2006 года входила в состав группы The Corrs.

## Личная жизнь
С 22 августа 2002 года Кэролайн замужем за Фрэнком Вудсом. У супругов есть трое детей, сын и двое дочерей — Джейк Джерард Вудс (род. 12.02.2003), Джорджина Вудс (род. 11.10.2004) и Рианн Вудс (род. 01.12.2006).